# Сан Марино (Терни)
Сан Марино је насеље у Италији у округу Терни, региону Умбрија.
Према процени из 2011. у насељу је живело 49 становника. Насеље се налази на надморској висини од 522 м.